# Uncle Josh in a Spooky Hotel
Uncle Josh in a Spooky Hotel est un film muet américain réalisé par Edwin S. Porter et sorti en 1900.

## Synopsis
L'oncle Josh se retrouve à passer la nuit dans un hôtel hantée où les fantômes s'amusent à lui jouer de mauvais tours...   

## Fiche technique
- Titre : Uncle Josh in a Spooky Hotel
- Réalisation : Edwin S. Porter
- Production : Edison Manufacturing Company
- Distribution : Edison Manufacturing Company
- Genre : Comédie
- Dates de sortie ;
  -  États-Unis : 1900

## Distribution
- Charles Manley : Uncle Josh